# Pawilon nr 8a MTP
Pawilon nr 8a – pawilon wystawienniczy Międzynarodowych Targów Poznańskich zlokalizowany w obrębie tzw. Czteropaku, w pobliżu wejścia od strony ul. Śniadeckich.
Prace budowlane trwały od czerwca 2013, a budowę prowadziła firma Wechta z Poznania. Halę otwarto uroczyście 3 marca 2014 w obecności Eugeniusza Grzeszczaka (wicemarszałka sejmu RP), Ryszarda Grobelnego (prezydenta Poznania) i Andrzeja Byrta (prezesa MTP). Uroczystość uświetnił występ Teatru V6. Obiekt stanowi część zintegrowanego centrum kongresowo-wystawienniczego MTP, łącząc się pasażami wewnętrznymi z pawilonem 15 (Centrum Kongresowe) i Salą Ziemi, a także pozostałymi halami Czteropaku (7, 7a i 8). Wewnątrz pawilonu 8a zabudowywać można piętrowe stoiska o wysokości do 10 metrów. Wewnętrzny korytarz o szerokości 6 m i długości 72 m umożliwia organizację w salach Czteropaku i pawilonu 15 konferencji dla 15 tys. uczestników. Pasaż do pawilonu 15 jest zawieszony 5 metrów nad jezdnią wewnętrznej ulicy targowej, a do jego budowy zużyto 520 m² szkła.